# Ignavibacteria
Ignavibacteria es un pequeño grupo de bacterias pertenecientes al filo Bacteroidota. A diferencia de la mayoría de bacterias Chlorobi, las especies de Ignavibacteria encontradas no realizan la fotosíntesis.
Se caracterizan por tener un metabolismo quimiorganoheterótrofo. Son termófilos moderados, con un crecimiento óptimo a 45-46 °C. Según su respiración son anaerobios estrictos o facultativos y habitan en fuentes termales.